# Cláudia Lira
Cláudia Vasconcelos Lira (João Pessoa, 16 de dezembro de 1965) é uma atriz brasileira.

## Biografia
Nasceu de oito meses em João Pessoa, de família paraibana foi para o Rio de Janeiro logo em seguida. Filha de Margarida de Vasconcelos e Luis Lira. Casou se com Leonardo Franco juntos tiveram uma filha, Valentina nascida em 2006. Atualmente é casada com o empresário João Marcelo Araújo.

## Carreira
Formada em artes cênicas pela CAL (Casa das Artes de Laranjeiras), já fazia peças infantis como "O Lenhador da Floresta”, “Os Germens da Discordia” onde ganhou o prêmio Coca-Cola de melhor atriz e a “Dama e o Vagabundo” onde também ganhou o prêmio Coca-Cola de melhor atriz. Desde sua primeira novela “Bambolê” da Rede Globo, já fazia parte do grupo do diretor Moacir Góes onde trabalhou durante cinco anos fazendo diversas peças.
Ganhou em 2007 o prêmio Shell pela iniciativa da construção do Centro Cultural Solar de Botafogo.
Atualmente, trabalha no projeto Canal Neura, no Youtube, ao lado da atriz e roteirista Regiana Antonini.

## Filmografia

### Televisão
| Ano     | Título                | Personagem                     | Nota                                     |
| ------- | --------------------- | ------------------------------ | ---------------------------------------- |
| 1987    | Bambolê               | Orsina                         |                                          |
| 1990    | Mico Preto            | Jurema Barbosa                 |                                          |
| 1992    | Perigosas Peruas      | Manuela Torremolinos           |                                          |
| 1993    | Renascer              | Valquíria Pereira (Kika)       |                                          |
| 1993    | Guerra sem Fim        | Nina Salles                    |                                          |
| 1995    | Malhação              | Carla do Nascimento            |                                          |
| 1995    | História de Amor      | Vanda Furtado Diniz (Vandinha) |                                          |
| 1996    | Colégio Brasil        | Teresa Silveira Rocha          |                                          |
| 1997    | O Amor Está no Ar     | Matilde                        |                                          |
| 1998    | Corpo Dourado         | Débora                         |                                          |
| 1999    | Mulher                | Letícia Sampaio                |                                          |
| 1999    | Chiquinha Gonzaga     | Suzana Teixeira                |                                          |
| 1999-00 | Zorra Total           | Maria Aparecida                |                                          |
| 2000    | Uga Uga               | Suzete Manhães (Suzy)          |                                          |
| 2001    | Os Normais            | Antônia dos Santos (Tonia)     | Episódio: "Dar um Tempo é Normal"        |
| 2001    | As Filhas da Mãe      | Dalete                         |                                          |
| 2002    | O Quinto dos Infernos | Rita Gomes                     |                                          |
| 2002    | Coração de Estudante  | Matilde                        | Participação especial                    |
| 2003    | Agora É que São Elas  | Gardênia                       |                                          |
| 2003    | Os Normais            | Solange Tavares                | Episódio: Te Respeito e Trair Direito    |
| 2005    | Bang Bang             | Diva Cardoso Lewis             |                                          |
| 2007    | Dance Dance Dance     | Lígia Vasconcelos (Diana Flag) |                                          |
| 2008    | Guerra e Paz          | Mara Ferraz                    | Episódio: "Lavanda & Vermelho"           |
| 2009    | Caminho das Índias    | Nayana Kumar                   |                                          |
| 2009    | Toma Lá, Dá Cá        | Ademilde Soares                | Episódio: "Eu Também Compro Essa Mulher" |
| 2009    | Geral.com             | Iara Meirelles                 |                                          |
| 2011    | Rebelde               | Elizabeth Costa (Beth)         |                                          |
| 2016    | Velho Chico           | Iara (Mãe-d'água)              |                                          |
| 2018    | Segundo Sol           | Glorinha Tibiriçá              |                                          |

### Cinema
| Ano  | Título                      | Personagem      | Notas          |
| ---- | --------------------------- | --------------- | -------------- |
| 1996 | Doces Poderes               | Tatiana Lins    |                |
| 2003 | Clandestinidade             | Mariângela      | Curta-metragem |
| 2005 | Primavera                   | Virgínia        | Curta-metragem |
| 2015 | O Tempo Feliz Que Passou    | Masé            | [ 2 ]          |
| 2016 | Aspirina para dor de cabeça | Isabel Cristina | Curta-metragem |
| 2019 | Incursão                    | Nicole          | [ 4 ]          |

### Teatro
- Baal
- Fausto
- Os Cegos
- Escola de Bufões
- Os Gigantes da Montanha
- O Inferno são os Outros
- Honra
- Engraçadinha - Direção Luis Arthur Nunes

### Musicais
- Cabaret Brazil- Direção Wolf Maia
- Somos Irmãs - Direção Cininha de Paula e Ney Matogrosso

### Shows
- Chão de Estrelas
- Gosto que Me Enrosco

WEB / INTERNET
- Canal Neura